# 荒巻圭子
荒巻 圭子（あらまき けいこ、本名：新垣智子（あらかき ともこ）、1968年12月20日 - ）は、日本の漫画家。沖縄県那覇市出身。沖縄県立浦添工業高等学校デザイン科卒。
『月刊アフタヌーン』などに劇画調の作品を発表。作品制作にあたり大量の専門書を資料としていることもあり非常に寡作である。2005年、公式サイトにて漫画家廃業宣言を行った。

## 経歴
1988年、『月刊コミックおきなわ』（丸正印刷）にて「たたみ」でデビュー（新垣智 名義）。しばらく同誌に短編作品を発表。
1994年、アフタヌーン四季賞夏のコンテストにおいて近未来SF作品「GENOMES」が四季大賞を受賞。1995年より同作品を『月刊アフタヌーン』に連載。遺伝子情報を題材とするなど当時としては先進的な内容であったが、1997年に未完のまま中断した。
1998年より『モーニング新マグナム増刊』に「SPHINKS -王国物語」を連載。その後はweb雑誌にいくつかの作品を発表していた。
作品のうち、単行本化されているのは『GENOMES』のみである。『GENOMES』は2007年にこれまで未収録だった第3部を含めオンデマンド出版にて復刊された。

## 作品リスト
- GENOMES
- SPHINKS -王国物語-
- D.M.-ダイイングメッセージ-
- MURDERS REQUEST-殺人依頼-
- BLUE BIRD